# Jean-Gabriel Peltier
Pour les articles homonymes, voir Peltier.
Jean-Gabriel Peltier, né le 21 octobre 1760 à Gonnord, et mort le 30 mars 1825 à Paris, est un homme d'affaires et journaliste français.

## Biographie

### Travail pour son père
Il est le fils de Jean Peltier Dudoyer, un armateur et négrier de Nantes, qui a aidé la révolution américaine et pratiqué le commerce des esclaves, mais demandé au Directoire à être désigné pour abolir l'esclavage à l'Isle de France. Jean-Gabriel Peltier est aussi le frère du capitaine corsaire Marie-Étienne Peltier.
De 1778 à 1782, Peltier, il aide son père à Nantes à l'armement de bateaux dont sont le plus souvent les propriétaires Beaumarchais et Jean-Joseph Carrier de Montieu. Le 10 août 1781, il signe un accord de réciprocité avec la maison Meschinet de Richemond et Garnault, de La Rochelle, en attendant de créer une commandite sous seing-privé. En se rapprochant des protestants rochelais, Jean Peltier Dudoyer espère s'introduire dans l'Europe du Nord.
En 1785, Peltier est envoyé à Paris par son père pour créer une banque avec son associé Étienne Carrier (neveu de Jean-Joseph Carrier de Montieu). Jean Peltier Dudoyer est caution et répondeur de son fils pour la création de cette banque. Il donne « une hypothèque générale de ses biens présents et futurs et s’engage au payement, tant en principal qu’intérêts », des sommes qui sont prêtées par Messieurs J. B. de La Valette et Baudard de Sainte-James, trésorier de la Marine et des colonies. Jean Peltier Dudoyer garantit ainsi le 300 000 livres accordé à Jean-Gabriel, remboursable dans 10 ans .
À la suite de mauvais paiements des colons de Saint-Domingue, Jean-Gabriel doit se rendre sur place. Il part de Bordeaux en décembre 1785 pour les Cayes-Saint-Louis. Au cours de son séjour, il rencontre Toussaint Louverture pas encore lancé dans la politique. Il est de retour à Nantes le 5 mars 1787, pour finalement déposer le bilan de la banque. Ceci malgré deux surséances de 6 mois qui lui avaient été accordées.
La liquidation de Jean-Joseph Carrier de Montieu et l'emprisonnement de Baudard de Saint-James sont également liés à sa faillite. Les créancier de Carrier de Montieu nommeront pour syndics et directeurs de leurs droits Beaumarchais, J.-G. Peltier, Tallon, et Milange pour notaire sequestre.

### Partisan puis opposant de la Révolution
Partisan initial des idées nouvelles, il marche aux côtés de Camille Desmoulins à la prise de la Bastille. Assidu des réunions du Palais-Royal il rédige des pétitions avec Camille Desmoulins.

Vote des motions au Palais-Royal.

D'abord observateur de la politique, les événements parisiens l'incitent à l'action. Il incorpore, avec le grade de grenadier, la Garde Nationale du district des Filles-Saint-Thomas, et adresse un pamphlet aux députés bretons, « Sauvez-nous ou Sauvez-vous ». Vite découvert, il décoche deux nouveaux pamphlets, la Trompette du jugement et le Coup d'équinoxe, dédié à M. CER*** (Joseph-Antoine Cerutti). Puis son admiration se restreint, il croit encore en Necker et La Fayette, mais évoque « le nuage de sang qui nous menace… » Avec Domine salvum fac regem (septembre 1789) il dénonce la cabale qui veut faire du duc d'Orléans le lieutenant-général du royaume et de Mirabeau le maire de Paris. Dans la même veine « liturgique » et sur le même sujet, il publie Pange lingua (novembre 1789).

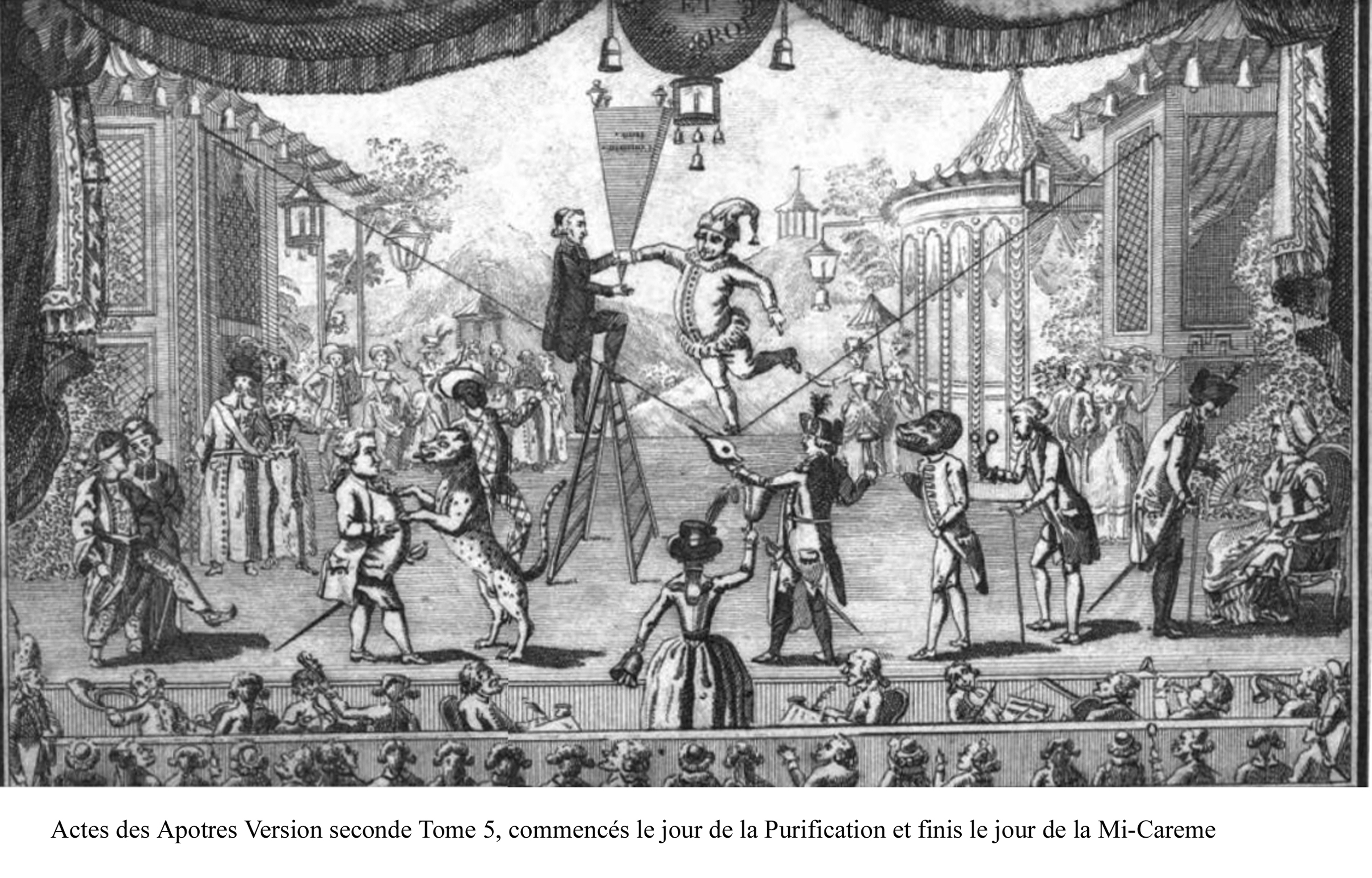
Tome V des Actes des Apôtres

Trois mois après la chute de la Bastille, il prend ses distances avec la Révolution française et ses excès. Passé dans l’opposition, il co-fonde un journal qui paraît le 2 novembre 1789, Les Actes des Apôtres, périodique satirique, édité par Gattey, auquel collaborent des écrivains royalistes comme Rivarol, Champcenetz, Mirabeau cadet, Alexandre de Tilly et surtout François-Louis Suleau. Le ton polémique excite les ennemis qui pénètrent le 24 mai 1790 dans la librairie Gattey, ils commencent par « purifier cet antre de l'aristocratie, infecté du souffle des mauvais citoyens », au moyen de fumigation de vinaigre et de sucre. Les Actes des Apôtres sont brûlés par la foule sur le parvis de Notre-Dame. En partant, les manifestants ont promis de plonger le premier aristocrate qu'ils rencontreraient chez le libraire dans le bassin du Palais-Royal, pour y recevoir un « baptême patriotique », en ajoutant que le baptisé « serait reconduit chez lui et qu'on pourvoirait à ce qu'il ne lui soit fait aucun mal. » Le libraire terrorisé renonce à éditer les Actes des Apôtres, ce qui ne le sauvera pas. Condamné à mort, le 25 germinal an II (14 avril 1794), par le tribunal révolutionnaire de Paris, comme complice d'une conspiration tendant à troubler l'État et les colonies, et exécuté à l’âge de 38 ans, le journal sera être édité par « Dudoyer » (Jean-Gabriel Peltier Dudoyer).
La parution des Actes des Apôtres ayant cessé en 1791, Peltier fonde,  en 1792, un nouveau journal avec ses amis, la Correspondance politiquepuis, après une brouille avec ses amis, il récidive, seul, avec la Nouvelle correspondance politique… qu'il suspend à temps pour ne pas être atteint par les mesures de répression réservées aux journaux "aristocrates".

### L'exil
La journée du 10 août 1792 l’oblige à émigrer en Grande-Bretagne, où il arrive le 22 septembre. Depuis Londres, il poursuit ses publications antirévolutionnaires, notamment dans : Le dernier Tableau de Paris, Paris pendant l'année… et l’Ambigu.

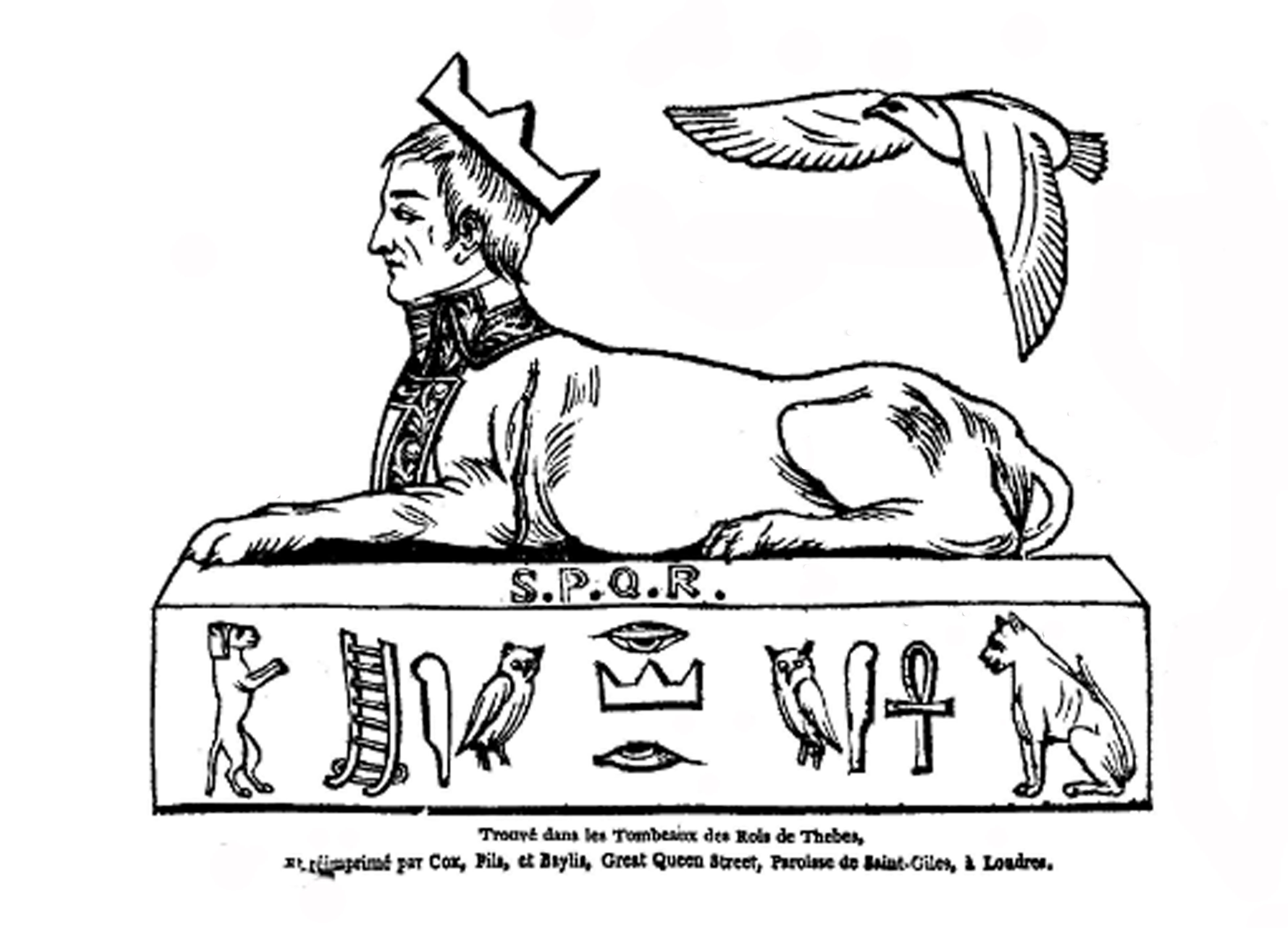
The Trial of John Peltier, London, 1803. Napoléon.

Sa position au Foreign Office l'a aidé à faire libérer son frère, Marie-Étienne, corsaire de la République, capturé 4 fois. Il a même été relâché une fois sans échange.
Le 16 juillet 1799, Jean-Gabriel épouse à Londres, chapelle des Saints Anges, Anne Andoe, fille d'un distillateur irlandais établi à Bordeaux avant la Révolution. Sa maîtrise de l'anglais lui permet d'être reçu chez les jacobites irlandais comme les Walsh, émigrés à Londres.
Ses publications se tournent contre le premier consul, Bonaparte. Profitant de la paix d'Amiens, Napoléon intentera un procès à Londres contre J.-G. Peltier. Défendu par Me James Mackintosh, il est condamné à une amende que le peuple anglais réglera par souscription. Pendant tout l'Empire J.-G. Peltier va continuer à critiquer Napoléon dans l’Ambigu et à donner une autre version de ses campagnes, comme la Campagne de Portugal en 1810-1811, ou Fragments sur la Campagne de Russie.

Sollicité par Pétion, il préfère être nommé par le général Henri Christophe lorsque celui-ci fonde la République haïtienne, comme chargé d'affaires auprès de George III d'Angleterre, ce qui fera dire au hautain Chateaubriand dans les Mémoires d'Outre-tombe : 

« Pelletier […] n’avait pas précisément de vices ; mais il était rongé d’une vermine de petits défauts dont on ne pouvait l’épurer : libertin, mauvais sujet, gagnant beaucoup d’argent et le mangeant de même, à la fois serviteur de la légitimité et ambassadeur du roi nègre Christophe auprès de Georges III, correspondant diplomatique de M. le comte de Limonade, et buvant en vin de Champagne les appointements qu’on lui payait en sucre. »

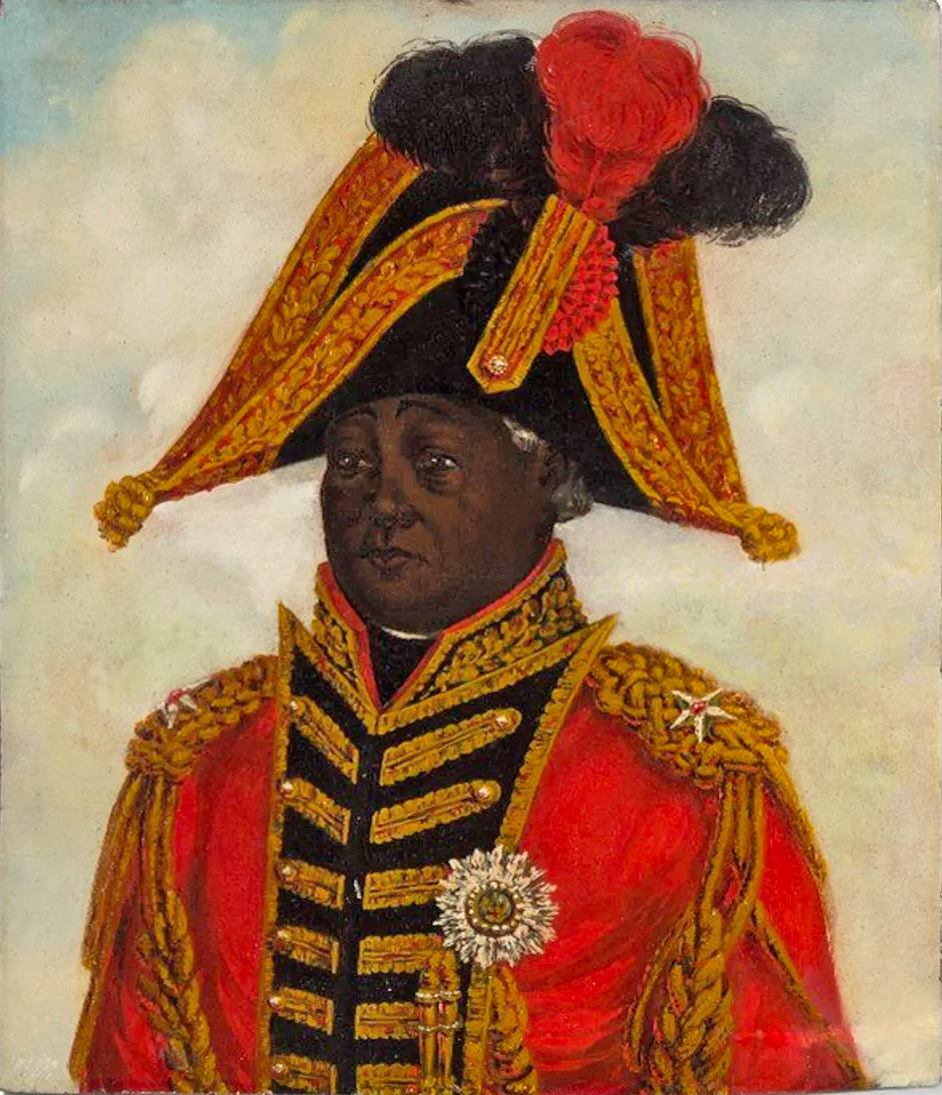
Henri Ier roi d'Haïti.

Impliqué dans les négociations sur la reconnaissance d'Haïti par l’Angleterre, fin décembre 1808, il a pour correspondant haïtien Julien Prévost, comte de Limonade. Malgré la confiance dont jouit Peltier auprès du cabinet anglais, et la qualité de ses rapports, toutes ses démarches pour faire reconnaître Haïti n'aboutiront jamais. L'Angleterre désirait seulement commercer avec l'île considérée comme la plus riche des Antilles, mais reconnaître des esclaves révoltés l'inquiétait pour ses propres possessions. Un décret a été publié dans The National Register par sa Majesté déclarant que Saint-Domingue n'est plus une possession française et qu'il n'y a donc plus d'hostilité entre la Grande-Bretagne et Haïti, ses sujets pourront y commercer librement comme dans les ports neutres.
Louis XVIII aurait aimé que Peltier s'implique dans la négociation des indemnités dues aux colons de Saint-Domingue, mais il refuse de participer à ce qui provoquera la ruine d'Haïti. Louis XVIII désirant faire valoir ses « droits dormants », le ministre de la Marine Pierre-Victor Malouet confie à Peltier une mission secrète visant à ramener Haïti à « son monarque légitime », qu'il refuse. Bien lui en prend : Draverman, l’adjudant-général Dauxion-Lavaysse, qui avait combattu sous Murat, et le colonel Franco de Medina, un officier espagnol passé au service de la France, qui avait servi à Saint-Domingue sous Ferrand, ayant pris sa place, Medina est emprisonné par Christophe et meurt assassiné.
Ayant perdu son poste de chargé d'affaires d'Haïti, en 1816, Jean-Gabriel sollicite, auprès de son ami Jacob De la Gardie (sv), un poste d'attaché à la délégation suédoise de Londres. Il n'obtint pas la fonction, mais la décoration de l'Étoile Polaire.

### Le retour en France

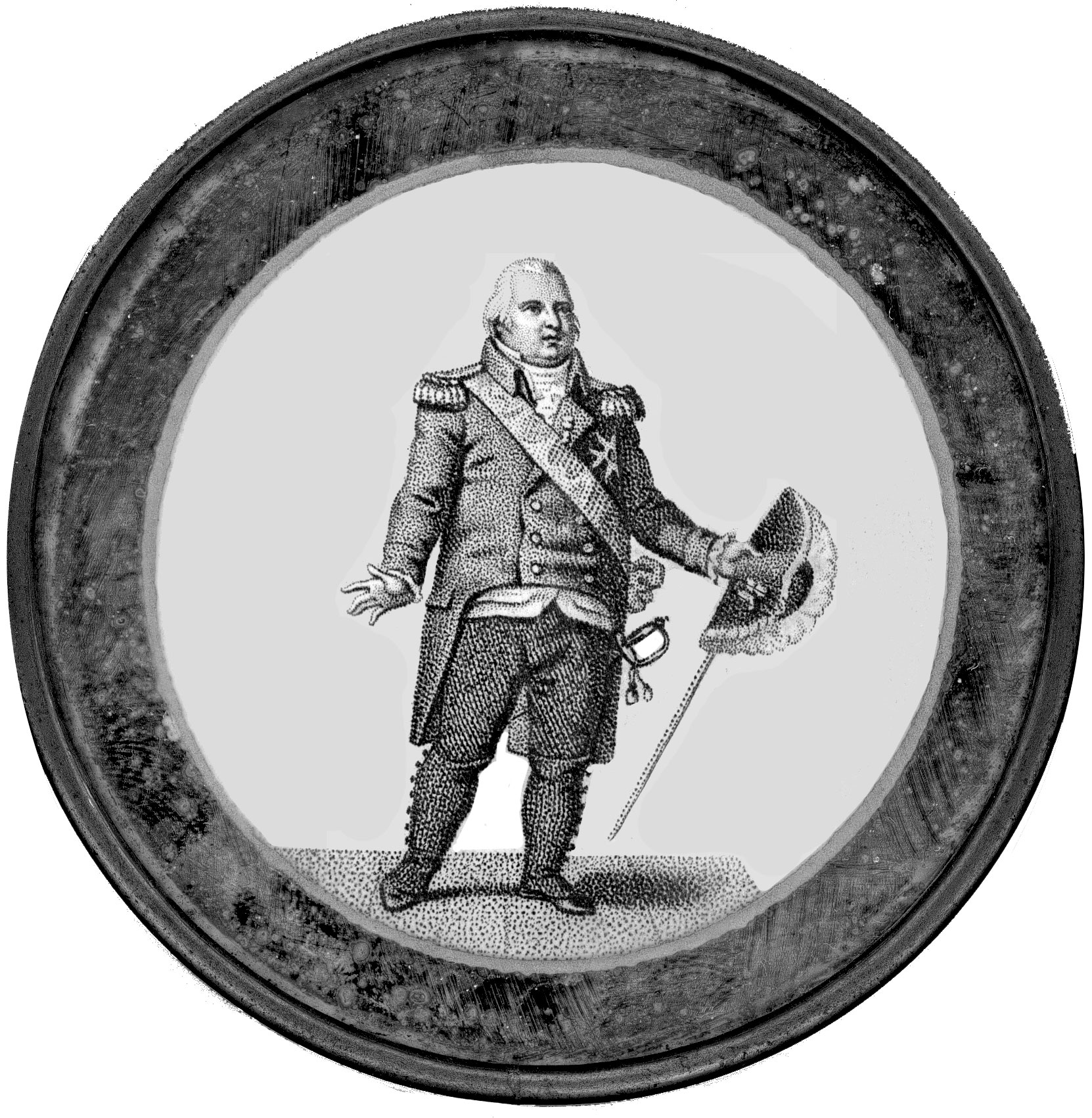
Louis XVIII

La chute de Napoléon le voit se précipiter à Paris, mais la reconnaissance de Louis XVIII ne lui est pas acquise : malgré l'appui de Fontanes, il n'est pas reçu par le roi, dont il dira : « Allez à Paris, mes enfants, allez voir un dindon qui se plume lui-même. »
Ses anciens créanciers se manifestant, Peltier préfère prudemment regagner Londres où il retrouve d'autres déçus de la monarchie, mais il s'agit d'une minorité. Faute de lecteurs, pour partie retournés en France, l’Ambigu, toujours dans l'opposition, cesse de paraître en 1818.
Il rentre finalement en France en 1820, et s'établit à Paris chez une amie anglaise, chez qui il meurt le 29 mars 1825. Son épouse Anne préfère renoncer à sa succession, craignant les créanciers. Sitôt sa mort connue, une malle pleine de correspondances anciennes est transportée à la Préfecture de la Seine, où l'on a perdu sa trace, ce qui arrangeait beaucoup de gens, d'autant que Jean-Gabriel Peltier préparait des « Mémoires privées et anecdotiques sur la Révolution française et sur l'état de la société en France pendant les quinze années qui l'ont précédée. »

Chateaubriand, que Peltier avait rencontré à Londres en 1793 et poussé à écrire son Essai sur les Révolutions, a laissé de lui, dans ses Mémoires d'outre-tombe, un portrait généralement peu flatteur : 

« grand, maigre, escalabreux, les cheveux poudrés, le front chauve, toujours criant et rigolant. »

 Les deux hommes s’étaient brouillés au moment de la publication par Chateaubriand du Génie du christianisme. Malgré cela, il lui accordait, comme à Rivarol, « une place distinguée dans notre littérature ». Chateaubriand devait pourtant beaucoup à Peltier dont ce dernier conserva l'amitié même s'il égratigna lui-même l’Enchanteur pendant sa période napoléonienne.
Son ami Louis de Fontanes, grand maître de luniversité de Napoléon, écrira, à la fin de sa vie, à Jean-Gabriel Peltier : « Je suis vaincu par le temps… mais mon vieux cœur sera toujours sensible et n'oubliera jamais les moments heureux passés près de vous dans les jours d'exil »

## Ouvrages
- Sauvez-nous ou sauvez-vous, Paris, août 1789. Puis deux nouveaux pamphlets la Trompette du jugement le 1er septembre et le 22 Coup d'équinoxe. Lettre de Monsieur P. de Paris à son ami, M. M… , Paris, oct. 1789Les lettres P et M signifient sans aucun doute Peltier et Michaud. Il est le frère de Charles François Jean Marie Michaud, curé de Bomy, député suppléant de l'Artois, guillotiné à Arras le 17 avril 1794. Et de Louis Michaud, maire de Calais.
- Le Cri de la douleur ou Journée du 20 juin, Paris, Senneville, 1792.
- Dernier tableau de Paris ou Histoire de la Révolution du 10 aoust 1792,…, Londres, septembre 1793. 2 vol.
- La Campagne de Portugal en 1810 et 1811. Édité à Londres puis à Paris en 1814.

### Publications périodiques dont il a été le rédacteur ou l'un des principaux rédacteurs
- Les Actes des Apôtres (J. Peltier édit. et coll.) Paris [2 novembre 1789-janvier 1792]. Les Petits Paquets [supplément aux Actes des Apôtres, 1791], 6 nos.
- La Correspondance politique des véritables amis du Roi et de la Patrie, Paris, 1792 (18 janvier-9 août, nº 1-84). La rédaction de Peltier s'arrête au numéro 52, et continue par la Nouvelle Correspondance politique, ou Tableau de Paris, Paris, 31 mai-9 août 1792.
- La Correspondance française ou Tableau de l'Europe, Londres, 2 novembre 1793-5 novembre 1793. Devenue : La Correspondance politique ou Tableau de l'Europe, 5 novembre 1793-2 août 1794. Puis Le Tableau de l'Europe, 12 vol., 1794-1795.
- Paris pendant l'année… [millésime], Londres, 6 juin 1795-15 juin 1802, 35 vol. nº s 1-250.
- L'Ambigu, Variétés atroces et amusantes, journal dans le genre Egyptien… - L'Ambigu ou les Mystères d'Isis… - L'Ambigu ou le Nouveau don Quichotte de la Manche - L'Ambigu ou Variétés Littéraires et Politiques..., publié par M. Peltier, Londres, (en tout 59 vol.), Londres [1802 - 1818] nº 1 — [526].